# تترافنیل پورفین سولفونات
تترافنیل پورفین سولفونات (انگلیسی: Tetraphenylporphine sulfonate) یک عامل تریپانوسیدال است.